# Protonemura tarda
Protonemura tarda är en bäcksländeart som beskrevs av Braasch 1972. Protonemura tarda ingår i släktet Protonemura och familjen kryssbäcksländor. Inga underarter finns listade i Catalogue of Life.